# Syngedrengene
Syngedrengene ved Vor Frue Kirke i Assens är Danmarks äldsta gosskör och har funnits sedan 1 mars 1856. Körens viktigaste uppgift är att delta i alla mässor och andra kyrkliga handlingar i Vor Frue Kirke i Assens. Dessutom ger kören årligen cirka 20 konserter i Assens och andra platser.
Kören har cirka 45 medlemmar i åldern 10-25 år.

## Körledare och kantor
Organist och kantor Finn Pedersen har varit ansvarig och har lett Syngedrengene sedan 1999. Pedersen har tidigare varit organistassistent och dirigent i Helsingörs domkyrka, med huvudansvaret för domkyrkans pojkar och herrkor.
Finn Pedersen är utbildad på Det Kongelige Danske Musikkonservatorium och tog 1990 diplomexamen i kyrkomusik.

### Lista över körledare / kantor
- Sacristan Aage Rom Larsen (1938−1973)
- Organist Henning Wesch (1973−1983)
- Organist Ulrik Spang Hanssen (1983−1999)
- Organist och Kantor Finn Pedersen (1999−nu)